# Robert Dornheim
Robert Albert Carl Dornheim (* 25. August 1875 in Geschwenda; † 24. August 1971 ebenda) war ein deutscher Gewerkschaftsfunktionär und Politiker (SPD, USPD, SED).

## Leben
Dornheim war der Sohn des Bergmanns und Fabrikarbeiters Emil Richard Carl Dornheim und dessen Ehefrau Anna Christiane Emilie geborene Orben. Er war evangelisch-lutherischer Konfession (im Dezember 1908 trat er aus der Kirche aus) und heiratete 1900 in Geschwenda die Fabrikarbeiterin Frieda Ida Bartholme (* 8. Oktober 1881 in Geschwenda), die Tochter eines Fabrikarbeiters.
Dornheim besuchte von 1882 bis 1889 die Volksschule in Geschwenda und machte dann eine Lehre als Glasbläser. Er arbeitete in Geschwenda, Geraberg und Ilmenau als Glasarbeiter und ging dann auf Wanderschaft in Zerbst, Magdeburg und Berlin. In Berlin besuchte er eine Arbeiterbildungsschule.
Von 1897 bis 1899 leistete er Militärdienst beim 2. Infanterieregiment Nr. 47 in Posen. Danach wurde er Werkmeister in einer Glasbläserei in Manebach. Von 1904 bis 1906 war er Kassierer des Konsumvereins in Geschwenda und von Mai 1905 bis August 1907 Redakteur der sozialdemokratischen Zeitung Tribüne in Erfurt. In dieser Zeit verbrachte er 6 Monate im Gefängnis wegen Artikeln, in denen er das preußische Dreiklassenwahlrecht kritisiert hatte. Von 1907 bis 1933 war er hauptamtliches Mitglied im Hauptvorstand der Glasbläsergewerkschaft. Seit Herbst 1908 war er Gauleiter des Glasbläserverbandes in Thüringen.
Von 1914 bis 1918 leiste er Kriegsdienst im Ersten Weltkrieg. Nach der Machtergreifung der Nationalsozialisten wurde er arbeitslos. Seit 1936 arbeitete er als Reisevertreter. In der Zeit des Nationalsozialismus wurde er mehrfach verhaftet. Im Rahmen der Aktion Gewitter wurde er am 22. August 1944 festgenommen und in das KZ Buchenwald verbracht, kam jedoch nach 14 Tagen auf freien Fuß.

## Politik
1896 wurde er Mitglied der SPD. 1912 war er erfolglos Kandidat für die SPD im Wahlkreis „Allgemeine Wahlen 4b“ bei der Wahl für den Landtag des Fürstentums Schwarzburg-Sondershausen. Von 1903 bis 1933 war er Mitglied des Gemeinderates Geschwenda. Bereits 1894 war er dem Glasbläserverband beigetreten und war 1910, 1911 und 1913 Delegierter auf den Gewerkschaftskongressen.
1917 wechselte er zur USPD und 1922 zurück zur SPD. Vom 24. Februar 1919 bis zum 31. März 1923 gehörte er dem Landtag des Freistaates Schwarzburg-Sondershausen und später der Gebietsvertretung Schwarzburg-Sondershausen an. Von 1922 bis 1932 war er Kreistagsabgeordneter.
Nach dem Zweiten Weltkrieg wurde er erneut Mitglied der SPD. Er war Delegierter auf dem Vereinigungsparteitag und wurde mit der Zwangsvereinigung Mitglied der SED. Von 1946 bis 1949 war er Ortsvorsitzender der SED in Geschwenda und dort von 1946 bis 1954 erneut Mitglied und zuletzt Vorsitzender des Gemeinderates und von 1946 bis 1950 des Kreistags.